# 하시모토 히데오
하시모토 히데오(일본어: 橋本 英郎, 1979년 5월 21일 ~ )는 일본의 전직 축구 선수로 과거 포지션은 미드필더였으며 친형은 일본의 사회인 미식축구 선수 하시모토 도시로, 조부는 과거 다무라 고마 나라현 지점장이자 다이에이 유니온스 구단대표로 운영하였던 하시모토 사부로이다.

## 축구인 생활

### 선수 생활
1992년 감바 오사카 주니어 유스 팀에 입단하였고, 1998년 감바 오사카에 공식 입단하여 프로 무대에 데뷔하였으며, 2001년부터 본격적으로 1군으로 중용받기 시작하였다.
2012년 빗셀 고베로 완전이적 하였다.

### 국가대표 생활
2007년 6월 1일 몬테네그로와의 친선 경기에 출전하며 A매치 데뷔전을 치렀다.2007년 AFC 아시안컵, 2008년 동아시아 축구 선수권 대회에도 출전했다. 그는 2010년까지 국제 A매치 통산 15경기에 출전했다.

## 통계
| 일본 | 일본 | 일본 |
| 연도 | 출전 | 득점 |
| ---- | ---- | ---- |
| 2007 | 4    | 0    |
| 2008 | 2    | 0    |
| 2009 | 7    | 0    |
| 2010 | 2    | 0    |
| 통산 | 15   | 0    |

## 수상

### 클럽
감바 오사카
- J1리그 : 우승 (2005), 준우승 (2010), 3위 (2002, 2004, 2006, 2007, 2009, 2011)
- J리그컵 : 우승 (2007), 준우승 (2005), 4강 (2002, 2008, 2011)
- 천황배 : 우승 (2008, 2009), 준우승 (2006), 4강 (2004, 2005, 2007, 2010)
- AFC 챔피언스리그 : 우승 (2008)
- FIFA 클럽 월드컵 : 3위 (2008)
- 팬퍼시픽 챔피언십 : 우승 (2008)
- 일본 슈퍼컵 : 우승 (2007), 준우승 (2006, 2009, 2010)
- 수루가 뱅크 챔피언십 : 준우승 (2008)

비셀 고베
- J2리그 : 준우승 (2013)

세레소 오사카
- J2리그 : 4위 (2015)

나가노 파르세이루
- J3리그 : 3위 (2016)

FC 이마바리
- 일본 풋볼 리그 : 3위 (2019)

오코시아스 교토
- 간사이 사커 리그 : 4위 (2022)